# Lupinus weberbaueri
Lupinus weberbaueri är en ärtväxtart som beskrevs av Oskar Eberhard Ulbrich. Lupinus weberbaueri ingår i släktet lupiner, och familjen ärtväxter.

## Underarter
Arten delas in i följande underarter:
- L. w. ochoani
- L. w. weberbaueri

## Bildgalleri

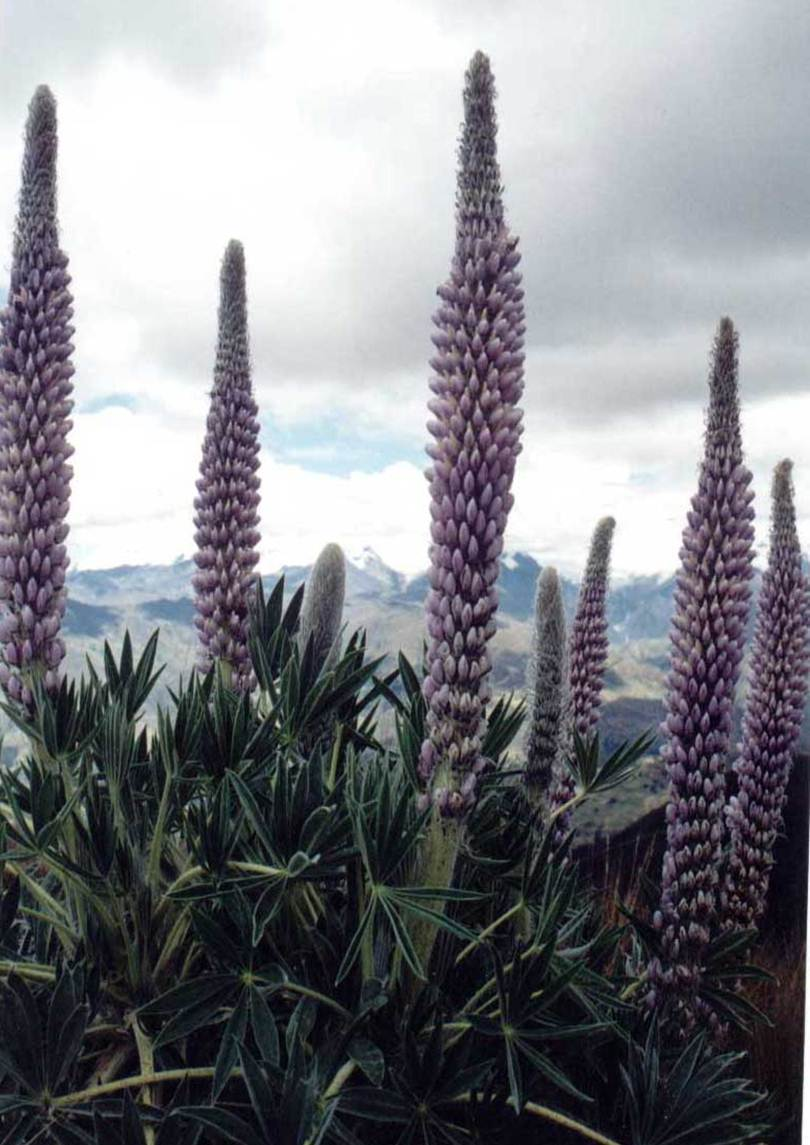
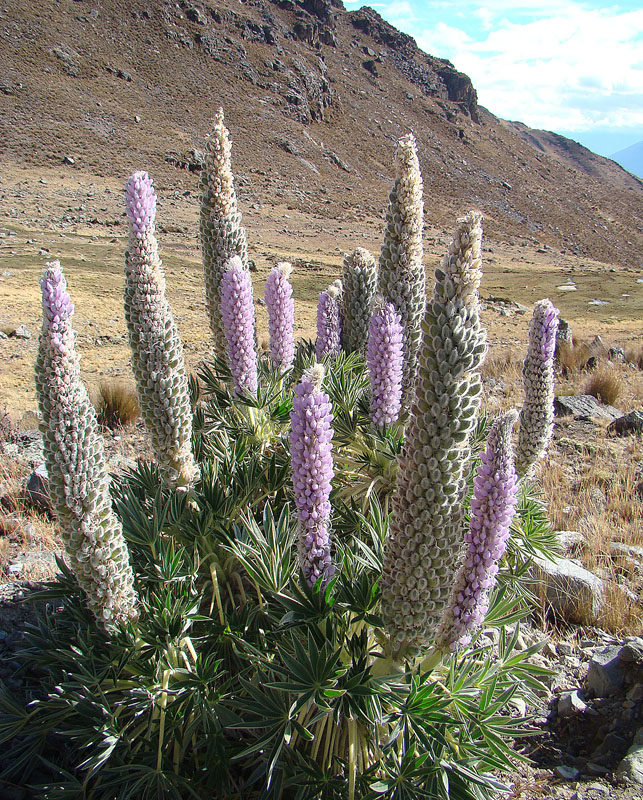
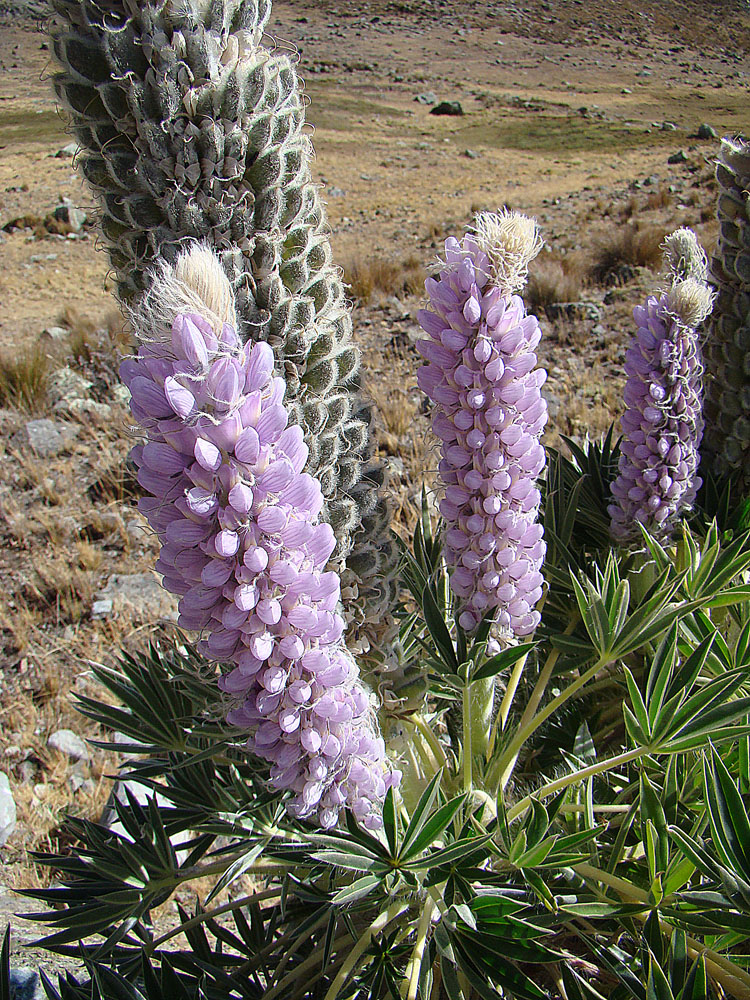
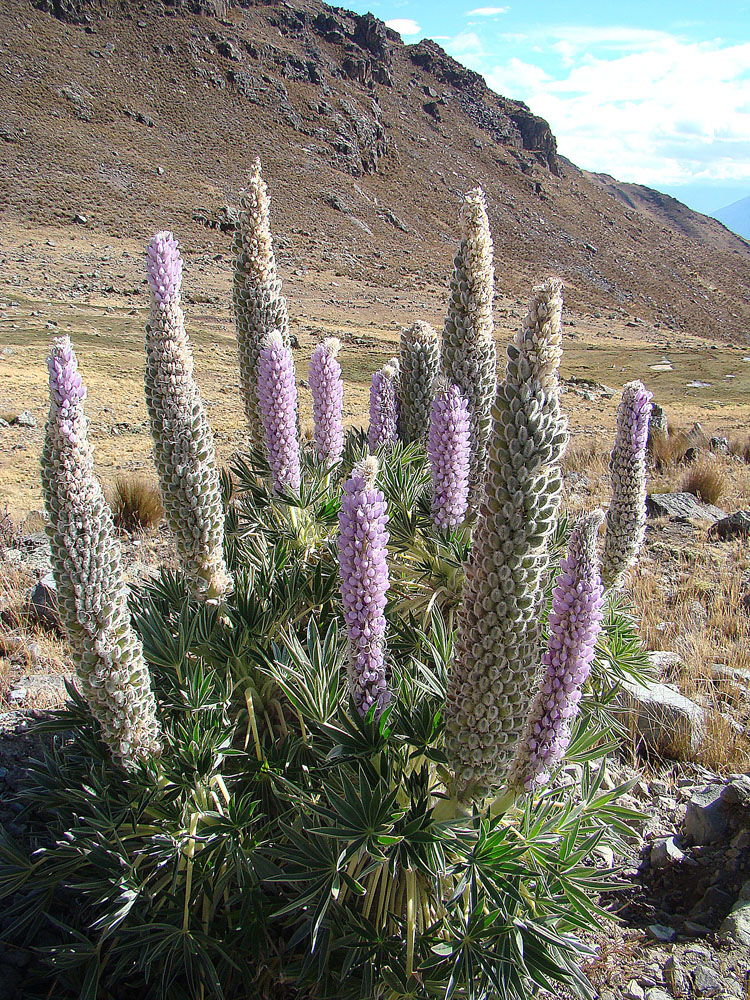